# シティー・ホスピタル駅
シティー・ホスピタル駅（シティー・ホスピタルえき、英語: City Hospital station）は、北アイルランド、ベルファストにある鉄道駅である。この駅はベルファスト市民病院とその周辺の地域である北アイルランド、ベルファストのためにある。
この駅は1986年10月6日に開業。 

## 隣の駅
■ノーザン・アイルランド・レイルウェイズ
ニューリー-バンゴール
ボタニック駅 - シティー・ホスピタル駅 - ベルファスト・グレート・ヴィクトリア・ストリート駅
ベルファスト＝デリー線
ボタニック駅 - シティー・ホスピタル駅 - ベルファスト・グレート・ヴィクトリア・ストリート駅
ベルファスト＝ラーン線
ボタニック駅 - シティー・ホスピタル駅 - ベルファスト・グレート・ヴィクトリア・ストリート駅

## 周辺の建物
- ベルファスト市民病院